# Distretto di El Ouata
Il distretto di El Ouata è un distretto della provincia di Béni Abbès, in Algeria, con capoluogo El Ouata.